# Marian McPartland
Margaret Marian McPartland —nacida como Margaret Marian Turner— (Slough, Inglaterra; 20 de marzo de 1918-Port Washington, Nueva York; 20 de agosto de 2013), fue una pianista de jazz, compositora y escritora británica.

## Biografía
Era la anfitriona del programa Marian McPartland's Piano Jazz en la National Public Radio desde 1978 hasta que dimitió a finales de 2011.
McPartland murió el 20 de agosto de 2013 por causas naturales en su casa en Long Island, Nueva York. Tenía 95 años de edad.

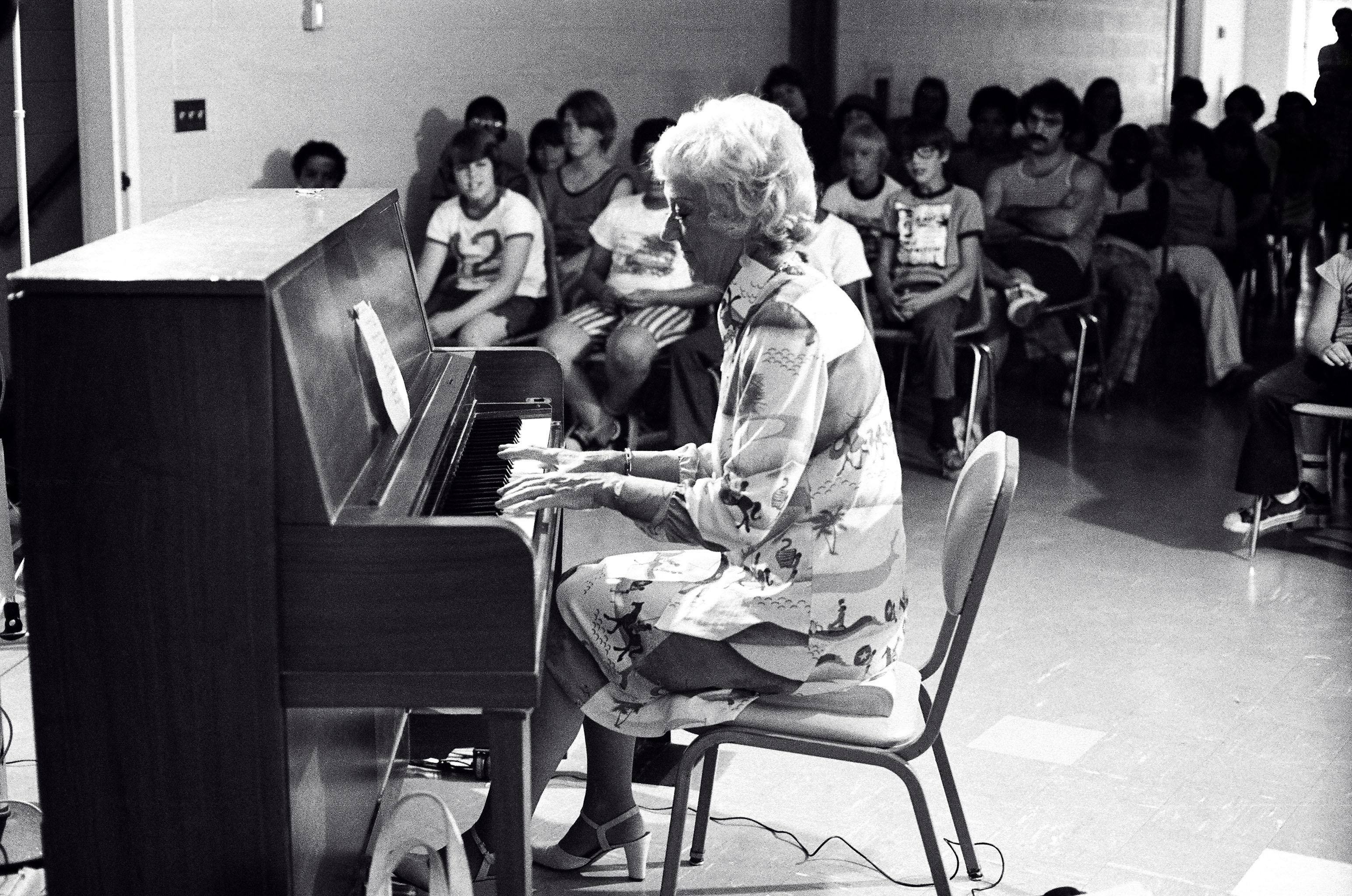
McPartland en una presentación en el colegio Villa de niños desfavorecidos de San José, 1975.

## Discografía
- Jazz at Storyville (Savoy, 1951)
- Lullaby of Birdland  (Savoy, 1952)
- Moods (Savoy, 1953)
- Marian McPartland at the Hickory House (Capitol, 1955)
- Marian McPartland After Dark (Capitol, 1956)
- With You In Mind (Capitol, 1957)
- Marian McPartland at the London House (Argo, 1959)
- Interplay (Halcyon, 1969)
- Ambiance (Jazz Alliance, 1970)
- Now's the Time (Halcyon, 1977)
- From This Moment On (Concord, 1978)
- At the Festival (Concord, 1979)
- Personal Choice (Concord, 1982)
- Willow Creek and Other Ballads (Concord, 1985)
- In My Life (Concord, 1993)
- Live at Yoshi's Nitespot (Concord, 1995)
- Silent Pool (Concord, 1997)
- Windows (Concord, 2004)

Con Helen Merrill
- Merrill at Midnight (EmArcy, 1957)

## Premios

### Grados honoríficos
- Ithaca College
- Hamilton College
- Union College
- Bates College
- Bowling Green State University
- University of South Carolina
- Eastman School of Music
- Berklee College of Music
- City University of New York

### Otros premios
- 2007 – Salón de la Fama de la Radio Nacional.
- 2006 – Long Island Music Hall of Fame inducción.
- 2004 – Grammy Premio del Consejo Directivo de la Recording Academy.
- 2001 – American Eagle Award de National Music Council.
- 2001 – Gracie Allen Premio de las mujeres americanas en Radio y Televisión.
- 2000 – NEA Jazz Masters Award.
- 2000 – Mary Lou Williams Premio a las Mujeres en el Jazz.
- 1994 – Down Beat Premio a la Trayectoria.
- 1991 – ASCAP-Deems Taylor Premio.
- 1986 – Asociación Internacional de Jazz del Salón de la Fama de Educación de Jazz.
- 1983 – Peabody Award